# Tiago Splitter
Tiago Splitter Beims (Blumenau, 1º gennaio 1985) è un allenatore di pallacanestro ed ex cestista brasiliano con cittadinanza spagnola, di ruolo centro.

## Biografia
Splitter è nato in Brasile da genitori di origini tedesche ed ebraiche. Nel 2009 sua sorella Michelle (anch'essa giocatrice di basket) è morta di leucemia a soli 19 anni.
Dal 2010 al 2016 è stato sposato con Amaia Amescua, e nel 2017 si è risposato con Fernanda Theberga.

## Carriera

### Europa

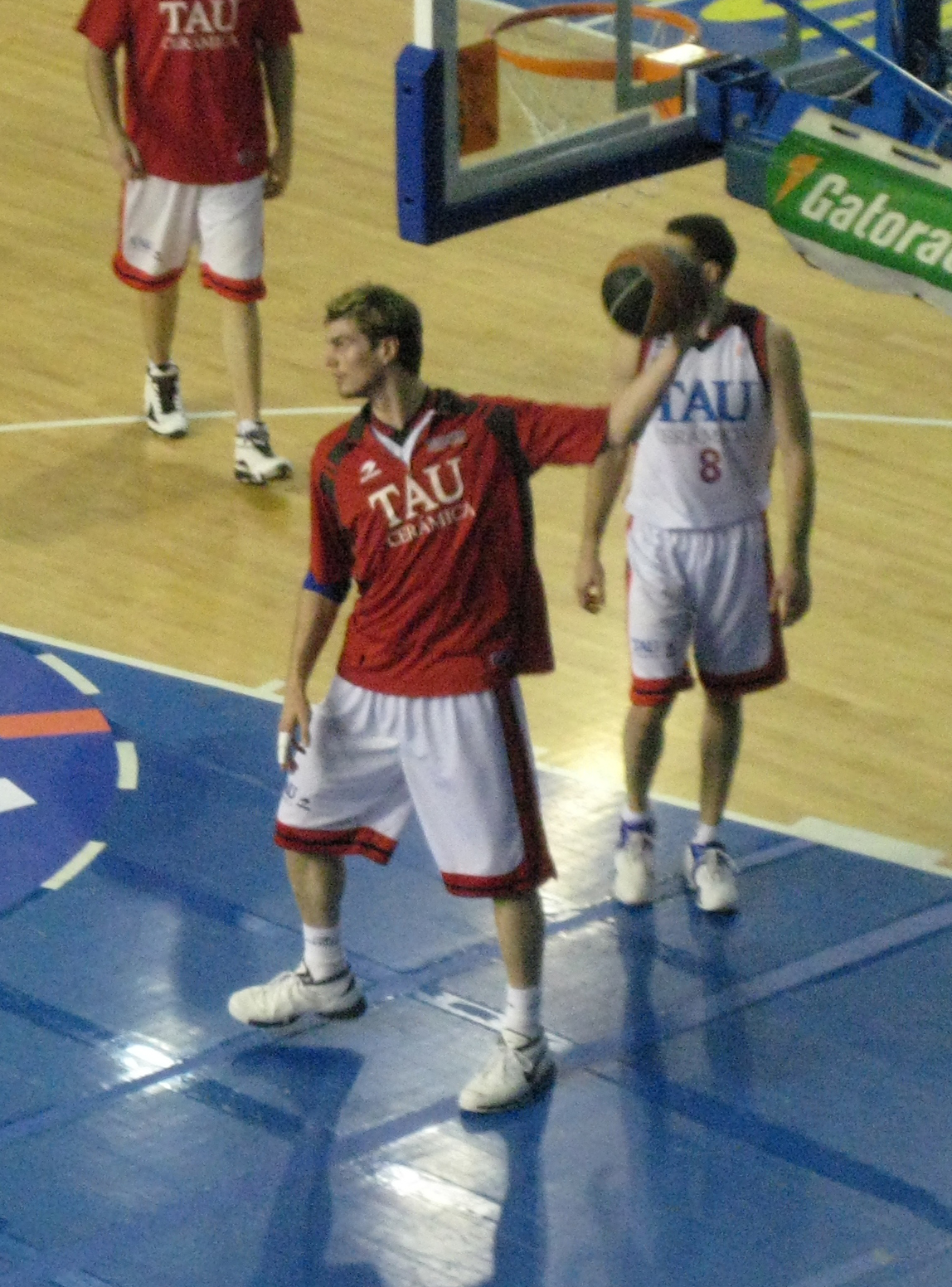
Splitter nel 2008

#### Vitoria Gasteiz (2000-2010)
Cresciuto cestisticamente nel suo Paese Natale, nell'Araba Gorago, Splitter arriva in Spagna, al Tau Vitoria, nella stagione 2000-01. Viene ceduto in prestito, per alcuni anni, a squadre di categorie inferiori, al CB Bilbao Berri. Entra a pieno titolo nella squadra basca nella stagione 2003-04 e con essa vince due Coppe del Re.
Nel Draft NBA 2007 è stato scelto al primo turno dai San Antonio Spurs con la ventottesima scelta. Decise tuttavia di restare nella squadra di Vitoria-Gasteiz per onorare l'ultimo anno di contratto e successivamente rimase sotto contratto con i baschi per altri 2 anni.

### NBA (2010-2017)

#### Stagione 2010-11: arrivo a San Antonio
Il 12 luglio 2010 sbarcò in NBA, andando finalmente a giocare nei San Antonio Spurs.
Il 20 marzo 2011 contro gli Charlotte Bobcats giocò la sua prima partita da titolare andando a rimpiazzare l'infortunato Tim Duncan. Al termine della sua stagione da rookie Splitter disputò in totale 60 partite, di cui solo 6 da titolare.

#### Stagione 2011-12: San Antonio e la parentesi a Valencia
Visto il Lockout NBA Splitter andò a giocare in Europa al Valencia ma dopo sole due partite Splitter tornò a giocare con la franchigia del Texas.
In questa stagione il centro brasiliano disputò una partita in meno rispetto alla stagione precedente, anche se solo 2 da titolare.
Nei play-off, durante le Western Conference Finals, subì, da parte dei giocatori della squadra avversaria ,ovvero gli Oklahoma City Thunder, la tecnica dell'hack-a-shaq, per mandarlo spesso in lunetta visto la non eccellente precisione nei tiri liberi. La tattica di OKC alla fine si rivelò vincente in quanto eliminarono gli speroni accedendo alle NBA Finals che poi persero contro i Miami Heat.

#### Stagione 2012-13: la consacrazione
La stagione 2012-13 fu la sua migliore stagione con gli Spurs. Seppur non titolare fisso, disputa 81 partite (di cui 58 da titolare), aiutando gli Spurs a raggiungere le Finali NBA dopo essere giunti secondi al termine della regular season della Wester Conference, dietro agli Oklahoma City Thunder, ed aver eliminato ai play-off i Los Angeles Lakers (4-0), i Golden State Warriors (4-2) e i Memphis Grizzlies (4-0).
Alle Finals i San Antonio Spurs si trovano contro i Miami Heat di LeBron James, Dwyane Wade e Chris Bosh. Sulla carta sembrava che non dovesse esserci storia, ma gli speroni riuscirono a imporre il loro gioco andando anche in vantaggio nella serie per 3-2.

Tuttavia in gara-6 i conti vennero pareggiati da Ray Allen che segnò il tiro da tre all'ultimo secondo rimettendo in gara i Miami Heat che vinsero quella partita 103-100.

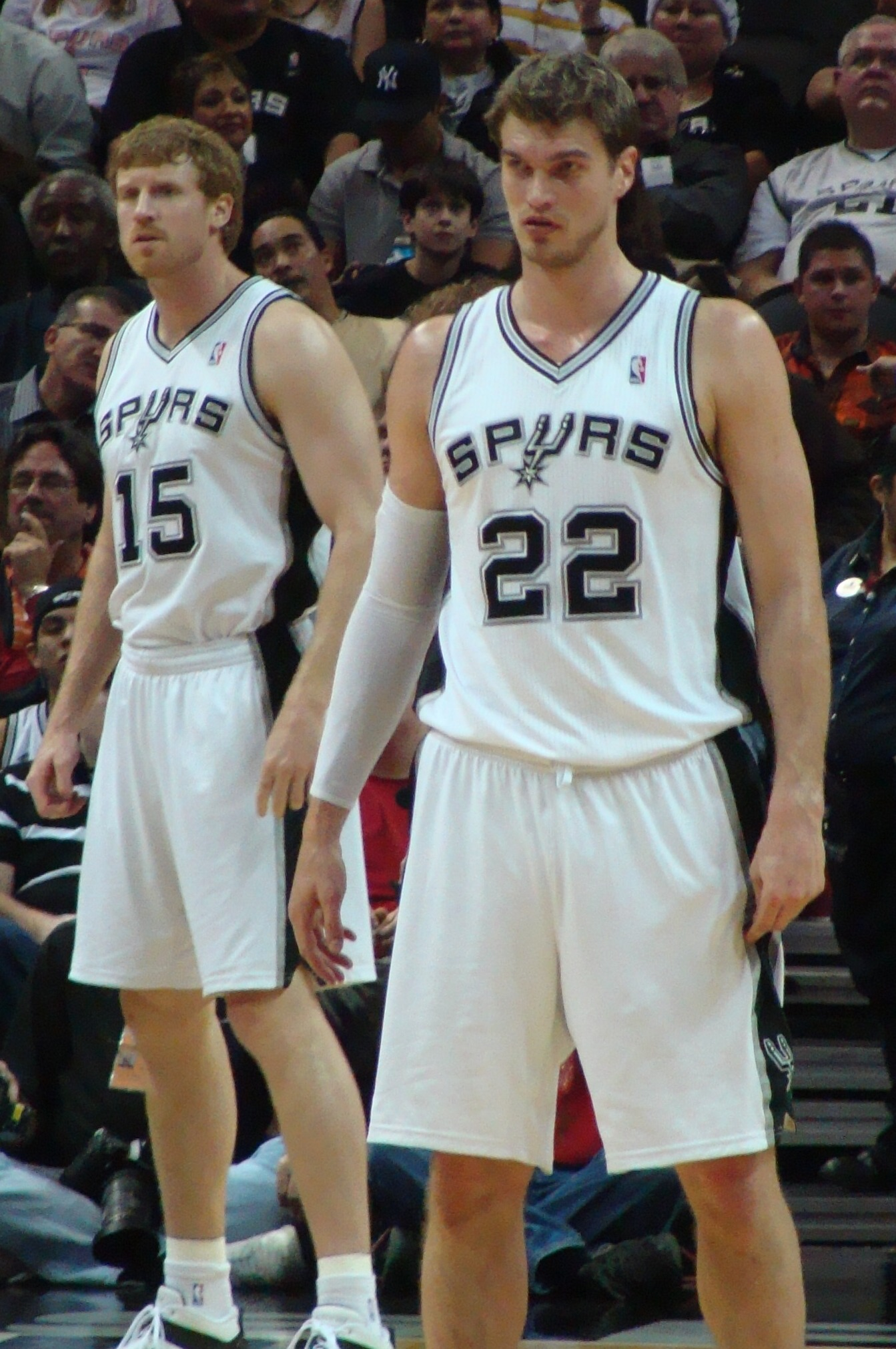
Tiago Splitter (destra), con Matt Bonner (sinistra), in azione con la canotta degli Spurs

Alla fine a laurearsi campioni furono i Miami Heat che vinceranno 95-88 l'ultima partita di una serie tra le più combattute della storia della NBA. Nel corso della serie ha subito una stoppata da LeBron James che è diventata celeberrima negli anni.

#### Stagione 2013-14: rivincita contro Miami e vittoria del titolo
Il 13 luglio 2013 firmò nuovamente con gli speroni. Durante la stagione disputò solo 59 partite (50 da titolare) e i numeri calarono rispetto all'anno precedente.
Ai play-off gli Spurs fecero più fatica rispetto all'anno precedente, dove vinsero 2 serie su 3 (per quanto riguarda la Conference) per 4-0. Nonostante tutto, dopo aver eliminato i Dallas Mavericks (4-3), i Portland Trail Blazers (4-1) e gli Oklahoma City Thunder (4-2, prendendosi la rivincita sui Thunder che eliminarono gli Spurs ai play-off per 4-2 nel 2012) gli speroni tornarono in finale, dove riaffrontarono i Miami Heat.
Questa volta furono i San Antonio Spurs a battere gli Heat per 4-1, vincendo così il loro quinto anello, il primo per Splitter che divenne così il primo cestista brasiliano in assoluto ad vincere il campionato NBA.

#### Stagione 2014-15
Nella stagione successiva Splitter perse 20 partite per un grave infortunio alla schiena.
Ai play-off gli Spurs non riuscirono a ripetere le prestazioni dei tre anni precedenti in quanto vennero eliminati al primo turno per 4-3 dai Los Angeles Clippers.

#### Atlanta Hawks (2015-2017)
Il 9 luglio 2015 venne ceduto agli Atlanta Hawks in cambio dei diritti su Georgios Printezis e una futura seconda scelta al Draft per far sì che si liberasse spazio salariale per mettere sotto contratto il free agent migliore dell'estate 2015 Lamarcus Aldridge.
Ad Atlanta fu la riserva di Al Horford, e giocò 2 partite da titolare (su 36 totali). Il 16 febbraio 2016 subì un infortunio all'anca che lo costrinse a stare fuori per il resto della stagione.
In free agency il titolare (per 9 anni) Al Horford passò ai Boston Celtics; ma gli Hawks acquistarono il free agent Dwight Howard (nativo di Atlanta), facendo sì che Splitter fosse di nuovo il centro di riserva degli Hawks.
Tuttavia la stagione partì male; il 12 ottobre 2016 subì un infortunio al polpaccio che lo costrinse a stare fuori fino alla fine di novembre. Tuttavia l'infortunio si rivelò più lungo del previsto tanto che Splitter non giocò nessuna partita con i falchi che in Febbraio decisero di cederlo.

#### Philadelphia 76ers e ritiro (2017-2018)
Il 23 febbraio 2017 venne ceduto dagli Atlanta Hawks, insieme a due future seconde scelte al Draft, ai Philadelphia 76ers in cambio di Ersan İlyasova. Il 21 Marzo venne spedito in D-League ai Delaware 87ers, franchigia affiliata ai Philadelphia 76ers. Con gli 87ers disputò 2 partite, in cui segnò 13 punti. Il 29 Marzo 2017, dopo oltre 1 anno, Splitter tornò in campo nella gara vinta in trasferta per 106-101 contro i Brooklyn Nets in cui giocò 7 minuti mettendo a referto 2 punti, 3 rimbalzi e 1 stoppata. Il 13 Aprile 2017, nella gara conclusiva della stagione, segnò 12 punti in 21 minuti (in uscita dalla panchina) al Madison Square Garden contro i New York Knicks; punti che tuttavia non servirono ai 76ers in quanto persero la partita per 114-113. Con i Sixers Splitter giocò 8 partite, in tutte le 8 subentrò dalla panchina e segnò in totale 39 punti, tenendo di media 4,9 punti, e segnò 2 tiri da 3 punti, i primi in assoluto della sua carriera in NBA.
Alla fine della stagione non rinnovò il proprio contratto con la franchigia della Pennsylvania rimanendo così free agent.
Il 19 febbraio 2018, dopo quasi un anno da svincolato, annunciò il proprio ritiro dall'attività agonistica.

## Nazionale
Nel 2002 ha esordito con la Nazionale Brasiliana, con cui vinse i Giochi Panamericani nel 2003, i Campionati Sudamericani, anch'essi nel 2003, e i Campionati Americani nel 2005 e nel 2009.
Ha giocato l'ultima partita con il Brasile nel 2014.

## Statistiche

### NBA

#### Regular Season
| Anno       | Squadra            | PG  | PT  | MP   | TC%  | 3P%  | TL%  | RP  | AP  | PRP | SP  | PP   |
| ---------- | ------------------ | --- | --- | ---- | ---- | ---- | ---- | --- | --- | --- | --- | ---- |
| 2010-2011  | San Antonio Spurs  | 60  | 6   | 12,3 | 52,9 | 0,0  | 54,3 | 3,4 | 0,4 | 0,5 | 0,3 | 4,6  |
| 2011-2012  | San Antonio Spurs  | 59  | 2   | 19,0 | 61,8 | -    | 69,1 | 5,2 | 1,1 | 0,4 | 0,8 | 9,3  |
| 2012-2013  | San Antonio Spurs  | 81  | 58  | 24,7 | 56,0 | 0,0  | 73,0 | 6,4 | 1,6 | 0,8 | 0,8 | 10,3 |
| 2013-2014† | San Antonio Spurs  | 59  | 50  | 21,5 | 52,3 | 0,0  | 69,9 | 6,2 | 1,5 | 0,5 | 0,5 | 8,2  |
| 2014-2015  | San Antonio Spurs  | 52  | 35  | 19,8 | 55,8 | -    | 75,0 | 4,8 | 1,5 | 0,7 | 0,7 | 8,2  |
| 2015-2016  | Atlanta Hawks      | 36  | 2   | 16,1 | 52,3 | 0,0  | 81,3 | 3,3 | 0,8 | 0,6 | 0,3 | 5,6  |
| 2016-2017  | Philadelphia 76ers | 8   | 0   | 9,5  | 45,2 | 33,3 | 81,8 | 2,8 | 0,5 | 0,1 | 0,1 | 4,9  |
| Carriera   | Carriera           | 355 | 153 | 19,2 | 55,5 | 14,3 | 69,7 | 5,0 | 1,2 | 0,6 | 0,6 | 7,9  |

#### Play-off
| Anno     | Squadra           | PG | PT | MP   | TC%  | 3P% | TL%  | RP  | AP  | PRP | SP  | PP  |
| -------- | ----------------- | -- | -- | ---- | ---- | --- | ---- | --- | --- | --- | --- | --- |
| 2011     | San Antonio Spurs | 3  | 0  | 16,7 | 62,5 | -   | 0,0  | 4,7 | 0,3 | 1,0 | 0,3 | 6,7 |
| 2012     | San Antonio Spurs | 13 | 0  | 12,9 | 63,8 | -   | 37,2 | 2,8 | 0,8 | 0,4 | 0,3 | 5,8 |
| 2013     | San Antonio Spurs | 19 | 15 | 20,4 | 53,6 | 0,0 | 78,8 | 3,1 | 1,2 | 0,8 | 0,7 | 6,1 |
| 2014†    | San Antonio Spurs | 23 | 18 | 22,4 | 61,0 | 0,0 | 71,8 | 6,1 | 2,0 | 0,7 | 0,5 | 7,5 |
| 2015     | San Antonio Spurs | 7  | 7  | 17,6 | 37,5 | -   | 31,6 | 4,4 | 1,3 | 0,6 | 0,1 | 3,4 |
| Carriera | Carriera          | 65 | 40 | 19,1 | 57,2 | 0,0 | 58,6 | 4,3 | 1,4 | 0,7 | 0,5 | 6,3 |

### Eurolega
| Anno      | Squadra        | PG  | PT | MP   | TC%  | 3P% | TL%  | RP  | AP  | PRP | SP  | PP   |
| --------- | -------------- | --- | -- | ---- | ---- | --- | ---- | --- | --- | --- | --- | ---- |
| 2003-2004 | Saski Baskonia | 16  | 1  | 11,2 | 61,9 | -   | 63,2 | 2,4 | 0,3 | 0,4 | 0,3 | 4,0  |
| 2004-2005 | Saski Baskonia | 19  | 2  | 17,8 | 53,3 | -   | 48,7 | 4,5 | 0,9 | 0,7 | 0,7 | 7,0  |
| 2005-2006 | Saski Baskonia | 24  | 11 | 21,6 | 59,9 | -   | 54,7 | 4,6 | 0,6 | 1,2 | 0,5 | 9,5  |
| 2006-2007 | Saski Baskonia | 20  | 12 | 24,7 | 58,0 | -   | 52,9 | 6,0 | 0,8 | 1,4 | 0,3 | 10,7 |
| 2007-2008 | Saski Baskonia | 25  | 13 | 22,5 | 61,8 | 0,0 | 64,5 | 5,0 | 1,1 | 1,0 | 0,8 | 14,0 |
| 2008-2009 | Saski Baskonia | 17  | 12 | 24,7 | 65,5 | 0,0 | 60,2 | 5,4 | 1,6 | 0,6 | 1,6 | 14,0 |
| 2009-2010 | Saski Baskonia | 16  | 14 | 26,7 | 53,5 | 0,0 | 63,6 | 5,4 | 1,8 | 0,8 | 0,5 | 13,0 |
| Carriera  | Carriera       | 137 | 65 | 21,5 | 59,3 | 0,0 | 58,2 | 4,8 | 1,0 | 0,9 | 0,7 | 10,5 |

## Palmarès

### Giocatore

#### Squadra
- Campionato NBA: 1

San Antonio Spurs: 2014
- Campionato spagnolo: 2

Saski Baskonia: 2007-08, 2009-10
- Copa del Rey: 3

Saski Baskonia: 2004, 2006, 2009
- Supercoppa spagnola: 4

Saski Baskonia: 2005, 2006, 2007, 2008

#### Individuale
- MVP della Supercoppa di Spagna: 2

2006, 2007
- All-Euroleague First Team: 1

Saski Baskonia: 2007-08
- All-Euroleague Second Team: 2

Saski Baskonia: 2008-09, 2009-10
- 3 volte MVP della Settimana di Eurolega
- MVP finali Liga ACB: 1

Saski Baskonia: 2009-10
- Liga ACB MVP: 1

Saski Baskonia: 2009-10

### Allenatore
- Coppa di Francia: 1

Paris: 2024-2025